# 洪景楠
洪景楠（?—?），廣東省廣州府番禺縣人，清朝政治人物、同進士出身。
光緒十八年（1892年），参加光緒壬辰科殿試，登進士三甲84名。同年五月，授内阁中书